# 戈尔措
戈尔措（德語：Golzow）是德国勃兰登堡州的市镇，隶属于梅尔基施-奥得兰县，总面积为17.43平方千米，截至2020年总人口为817人。